# Фавр, Пьер Этьен Лазар
Пьер Этьен Лазар Фавр (фр. Pierre Favre; 12 февраля 1812, Жанвиль (Эр и Луар) — 17 марта 1887, Париж) — французский священник, аббат, миссионер, ориенталист, педагог, лингвист, пионер малайских исследований.

## Биография
В декабря 1838 года был рукоположен в священники в Орлеане, служил епархиальным священником в Монтаржи, затем в течение трёх лет — приходским священником в Нуайерсе и Тимори.
В 1842 году поступил в Семинарию иностранных миссий в Париже, затем в 1842 году поступил в Семинарию иностранных миссий в Париже, а затем в декабре того же года отправился в Малайзию. Сначала преподавал в Общем колледже на Пинанге, а в 1845 году был отправлен в Малакку.
Служил священником среди дикарей Малаккского полуострова. В 1846 году совершил экспедицию вглубь страны к аборигенным племенам (Мантры).
В 1849 году ему было поручено построить церковь Святого Франциска Ксаверия на южном берегу реки Малакка, в 1850 году отправился в Южную Америку для сбора средств. П. Фавр провёл четыре года в Перу и Бразилии, но в 1854 году заболел и вернулся во Францию.
Позже был профессором малайского и яванского языка в парижской Школе живых восточных языков (ныне Национальный институт восточных языков и культур).
Был вице-президентом Индокитайского академического общества Франции, основанного в 1877 году, участвовал в написании «Анналов крайнего Востока», периодического издания, основанного в 1879 году.

## Избранные труды
- «Grammaire de la langue javanaise» с приложением хрестоматии (1866);
- «Dictionnaire javanais-français» (1870);
- «Dictionnaire malais-français» (1875);
- «Grammaire de la langue malaise» (1876);
- «Dictionnaire françaismalais» (1879).